# Josef Ludl
Josef Ludl (Dalovice, 3 de junho de 1916 - 1 de agosto de 1988) foi um futebolista e treinador checo que atuava como atacante.

## Carreira
Josef Ludl fez parte do elenco da Seleção Checoslovaca de Futebol, na Copa de 1938. 